# نظام هجين
النظام الهجين هو نظام يتمتع بسلوكين، سلوك متقطع وآخر مستمر. تعتبر الأنظمة الفيزيائية التي يتم التحكم بها عن طريق متحكم متقطع أحد الأمثلة الشائعة على الأنظمة الهجينة. ففي حين تطبق الأدوات والتقنيات من نظرية التحكم وعلوم الفيزياء لنمذجة ومحاكاة السلوك الديناميكي المستمر، تستخدم العلوم الحاسوبية لنمذجة وتحليل الأنظمة المتقطعة. تمزج الأنظمة الهجينة هذين الجزئين مع بعضهما لتعطي أنظمة ذات سلوك هائل التعقيد يجعل تحليلها أمراً صعب المنال.

## اقرأ أيضاً
- حاسوب هجين